# Bronzyt
Bronzyt – minerał z gromady krzemianów zaliczany do grupy piroksenów. Należy do grupy minerałów bardzo pospolitych i szeroko rozpowszechnionych.
Nazwa pochodzi od charakterystycznej barwy tego minerału.

## Charakterystyka

### Właściwości
Zazwyczaj tworzy kryształy o pokroju krótkosłupkowym, tabliczkowym, igiełkowym, włoskowym. Występuje w skupieniach ziarnistych, zbitych, blaszkowych. Czasami można go spotkać w postaci nieforemnych ziarn w skale. Tworzy też skupienia włókniste i promieniste. Jest kruchy, przezroczysty. Obok hiperstenu jest ogniwem pośrednim szeregu izomorficznego utworzonego przez: enstatyt-ferrosilit; zawiera 70-90% enstatytu i 10-30% ferrosilitu. Współwystępuje z enstatytem, diallagiem, oliwinem, ilmenitem, magnetytem, chromitem. Do niedawna był uważany za bogatą w żelazo odmianę enstatytu.

### Występowanie
Składnik wielu skał zasadowych (norytów, piroksenów, perydotytów, gabr); rzadziej kwaśnych i obojętnych: sjenitów, dacytów, andezytów.
Miejsca występowania:
- Na świecie: RPA, USA, Austria, Włochy, Niemcy, Wielka Brytania, Czechy, Szwecja.

- W Polsce: spotykany jest w gabrach i norytach Suwalszczyzny, w okolicach Jeleniej Góry, oraz w Sudetach.

### Zastosowanie
- ma znaczenie naukowe i kolekcjonerskie,
- kryształy niekiedy wykorzystywane są w celach jubilerskich.